# Daniil Pawlowitsch Utkin
Daniil Pawlowitsch Utkin  (russisch Даниил Павлович Уткин; engl. Transkription: Daniil Pavlovich Utkin; * 12. Oktober 1999 in Aksai) ist ein russischer Fußballspieler, der beim Erstligisten FK Rostow unter Vertrag steht. Der Mittelfeldspieler ist seit 2022 russischer Nationalspieler.

## Karriere

### Verein
Der in Aksai geborene Daniil Utkin entstammt der Nachwuchsabteilung des FK Krasnodar. Am 10. März 2018 (21. Spieltag) debütierte er bei der 0:1-Heimniederlage gegen Tschaika Pestschanokopskoje für die Reservemannschaft in der höchsten russischen Spielklasse. In dieser Spielzeit absolvierte er zwei Ligaspiele und stieg mit der zweiten Auswahl in die zweithöchste russischen Spielklasse auf. Zu Beginn der folgenden Saison 2018/19 wurde der Mittelfeldspieler endgültig in den Kader der Reservemannschaft befördert. Am 29. Juli 2018 (3. Spieltag) erzielte er beim 2:1-Auswärtssieg gegen Mordowija Saransk das erste Tor seiner professionellen Laufbahn. Utkin gelang rasch der Durchbruch in die Startformation und schaffte es in den ersten acht Ligaspielen mit fünf Treffern aufzuzeigen. Auch wenn er diese Quote in der verbleibenden Spielzeit nicht aufrechterhalten konnte, wurde er aufgrund seiner Leistungen im November 2018 erstmals in die erste Mannschaft beordert. Am 1. November 2018 bestritt er beim 2:1-Pokalsieg gegen Krylja Sowetow Samara sein Debüt in der Premjer-Liga. Spätestens nach der Winterpause war er fest in den Profikader von Cheftrainer Murad Mussajew integriert und wurde von diesem regelmäßig berücksichtigt. Am 28. April 2019 (26. Spieltag) traf er beim 2:0-Heimsieg gegen den ZSKA Moskau erstmals. In dieser Saison kam er zu sieben Einsätzen in der ersten Mannschaft, in denen ihm ein Tor gelang und erzielte parallel dazu in 25 Ligaspielen in der Reserve zehn Treffer.
Zur nächsten Spielzeit 2019/20 gehörte er bereits fest dem Kader der ersten Auswahl an. Mussajew setzte ihn überwiegend als Einwechselspieler ein und erst im Anschluss an die Unterbrechung der Meisterschaft aufgrund der COVID-19-Pandemie entwickelte er sich zum Starter. Am 5. Juli 2020 (26. Spieltag) erzielte er bei der 2:4-Heimniederlage gegen Zenit St. Petersburg erstmals zwei Tore in der Liga. In dieser Saison bestritt er 22 Ligaspiele, in denen er vier Treffer und drei Vorlagen sammeln konnte. Den erworbenen Status als Stammkraft behielt er auch in der folgenden Saison 2020/21 bei.

### Nationalmannschaft
Im Juni 2015 bestritt Utkin drei Länderspiele für die russische U16-Nationalmannschaft, in denen ihm ein Treffer gelang. Anschließend absolvierte er bis März 2016 elf Partien für die U17. Zwischen August 2016 und April 2017 traf er in 13 Einsätzen in der U18 fünf Mal. Im späten Jahr 2017 machte er sechs Länderspiele für die U19, in denen er drei Tore erzielte. Seit März 2019 ist er für die U21 aktiv.